# Cornea (Caraș-Severin)
Cornea é uma comuna romena localizada no distrito de Caraș-Severin, na região de Banato. A comuna possui uma área de 46.19 km² e sua população era de 2019 habitantes segundo o censo de 2007.